# Koch-kromme
De Koch-kromme is in de wiskunde een kromme die in 1904 bedacht is door de Zweedse wiskundige Helge von Koch als voorbeeld van een kromme die overal continu is, maar nergens differentieerbaar. De kromme is wat we nu, 100 jaar later, een fractal noemen en wordt voorgesteld door de grenslijn van het groene gebied in de onderstaande figuur.

## Constructie
In de onderstaande figuren zien we de eerste drie iteraties voor de constructie van de kromme. 
Na vijf stappen:

Dit is een animatie:
De kromme die als limiet van dit proces ontstaat, is de eigenlijke koch-kromme.
De constructie is analoog aan de constructie van de cantorverzameling, die ontstaat door het middelste derde deel niet te vervangen, maar in plaats daarvan weg te laten.

## Eigenschappen

### Continuïteit en differentieerbaarheid
Aangezien de krommen uit de verschillende iteratiestappen alle continu zijn en de iteraties uniform convergeren, is ook de limiet, de koch-kromme, continu.
De koch-kromme is in geen enkel punt differentieerbaar.

### Lengte
De lengte van de koch-kromme is oneindig. De lengte van de iteraties wordt met elke stap een factor 4/3 groter, zodat na de n-de iteratie de lengte al met een factor (4/3)n is toegenomen. De limiet hiervan is onbegrensd. 
Dat houdt ook in dat de lengte van elke deelkromme, die gelijkvormig is met de kromme, ook onbegrensd is. De afstand van enig punt van de kromme tot om het even welk ander punt, is dus ook oneindig.

### Oppervlakte
Hoewel de kromme een onbegrensde lengte heeft, is de oppervlakte van het gebied onder de kromme (groen in de eerste figuur) wel eindig. Als we voor het gemak de oppervlakte van de driehoek van de eerste iteratie gelijk nemen aan 1, is de oppervlakte onder de kromme gelijk aan 9/5. Bij de n-de iteratiestap komen er namelijk {\displaystyle 4^{n-1}} driehoeken bij, elk met oppervlakte {\displaystyle (1/9)^{n-1}}, zodat de totale oppervlakte gelijk is aan de meetkundige reeks:
{\displaystyle \sum _{n=1}^{\infty }\left({\frac {4}{9}}\right)^{n-1}={\frac {1}{1-4/9}}={\frac {9}{5}}}

### Fractal
De Koch-kromme is gelijkvormig met delen van zichzelf. Vergroot men de kromme dan ziet men toch steeds dezelfde structuur. De kromme is een fractal met Hausdorff-dimensie
{\displaystyle {\frac {\log(4)}{\log(3)}}\approx 1{,}26.}

## Koch-sneeuwvlok
Bekend is ook de koch-sneeuwvlok die ontstaat door te beginnen met een gelijkzijdige driehoek en op iedere zijde ervan het bovenstaande iteratieproces toe te passen.